# Mezquita del Viernes de Malé
La mezquita del Viernes de Malé o Malé Hukuru Miskiy, también conocida como la antigua mezquita del Viernes, es una de las mezquitas más antiguas y ornamentadas de la ciudad de Malé, en el atolón Kaafu, Maldivas. Las rocas de coral del género Porites, que se encuentran en todo el archipiélago, son los materiales básicos utilizados para la construcción de esta y otras mezquitas en el país debido a su idoneidad. Aunque el coral es blando y se corta fácilmente cuando está mojado, produce bloques de construcción resistentes cuando está seco. La mezquita se agregó a la lista cultural tentativa del Patrimonio Mundial de la UNESCO en 2008 como ejemplo único de arquitectura de la cultura del mar.

## Ubicación
Se encuentra frente a Medhuziyaaraiy y adyacente a Muliaage en Malé. Medhuziyaaraiy es la tumba de Ibu de Marruecos, quien convirtió Maldivas al islam en 1153 d C.

## Historia

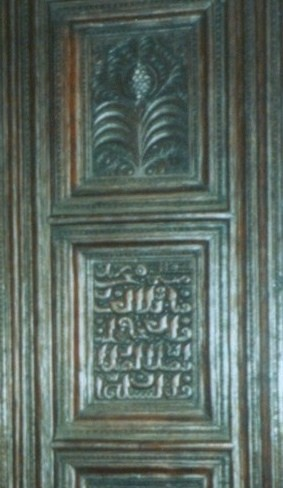
Tallado en madera de la mezquita del Viernes de Malé

La mezquita fue construida en 1658, durante el reinado de Ibrahim Iskandar I (1648-1687), sobre una mezquita anterior construida en 1153 por el primer sultán musulmán de Maldivas, Mohamed Bin Abdullah, después de su conversión al Islam. Si bien la mezquita más antigua fue restaurada por Ahmed Shihabuddeen en 1338, no hay registros escritos que lo certifiquen. En 1656, Iskandar comenzó a construir una nueva mezquita cuando la antigua se hizo demasiado pequeña para recibir al creciente número de devotos. Su construcción, que duró un año y medio, se terminó en 1658. Construida principalmente de coral, la mezquita originalmente tenía un techo de paja (común durante el período). Después de su Hach en 1668, Ibrahim I comenzó a construir un munnaaru (minarete) y una puerta en el extremo sur de la mezquita, rodeado por un cementerio del siglo XVII con lápidas y mausoleos tallados.
En 1904, Muhammad Shamsuddeen III (1902-1934) reemplazó el techo de paja y la puerta sur con láminas de hierro corrugado. En 1963 se realizaron más renovaciones, convirtiendo los soportes del techo en madera de teca y reemplazando las láminas de hierro corrugado con aluminio. En 1987 y 1988, un equipo indio del Laboratorio Nacional de Investigación para la Conservación de los Bienes Culturales y el Centro Nacional para la Investigación Lingüística e Histórica en Malé realizaron trabajos de conservación en la mezquita.
La mezquita más antigua de Maldivas, ha estado en uso continuo desde su construcción. Construida sobre un antiguo templo que antecede al islam; el templo original se enfrentaba al sol poniente, en lugar de a La Meca.

## Características
La mezquita del viernes de Malé está orientada al oeste. Su alfombra de oración se inclina hacia la esquina noroeste de la mezquita, de modo que los fieles pueden enfrentarse a La Meca mientras rezan. Los devotos acceden por cualquiera de las dos entradas que conducen al balcón. La sala de oración tiene una alfombra de color borgoña, con dibujos similares a botellas de agua caliente que delimitan los espacios para los creyentes que ofrecen sus oraciones. La alfombra tiene capacidad para 1372 personas si cada devoto ocupa un espacio. La mezquita tiene una capacidad reportada de 10 700 en las oraciones del viernes.
Tiene tallas intrincadas, con inscripciones coránicas. La mezquita, en un recinto amurallado, está hecha de bloques de coral entrelazados con su techo hipóstilo soportado por columnas de coral cortado. Con tres entradas, tiene dos salas de oración rodeadas de antecámaras en tres lados. Su techo abovedado y decorado, está indentado en escalones. Los maestros carpinteros locales, conocidos como maavadikaleyge, diseñaron la carpintería, el techo y el interior de la mezquita, y sus paneles de pared y techos tienen muchos ejemplos culturalmente significativos del tallado en madera y laca tradicionales de Maldivas. El mihrab, con un mimbar (púlpito) en un extremo, es una cámara grande. El edificio principal, utilizado para las oraciones diarias, está dividido en tres secciones: el mihtab (usado por el imán para dirigir las oraciones), el medhu miskiy (área central de la mezquita) y el fahu miskiy (la parte trasera de la mezquita). Un panel largo y tallado del siglo XIII conmemora la introducción del Islam en Maldivas.
El minarete grande, redondo, azul y blanco, adyacente a la mezquita (construido en 1675) se asemeja a un pastel de bodas, con una base ancha similar a la chimenea de un barco. Construido de piedras de coral, está reforzado con tiras de metal. El minarete está rodeado por un cementerio con lápidas de coral talladas donde se distinguen lápidas de hombres, mujeres, sultanes y sus familias. Las de las mujeres tienen tapas redondeadas; los hombres tienen puntas puntiagudas, y las inscripciones para la realeza son doradas. Para los miembros de la familia real, se construyeron pequeños mausoleos con muros de piedra decorados.
Esta mezquita y las otras mezquitas de coral maldivas se añadieron a la lista tentativa de Patrimonio de la Humanidad de la UNESCO en 2008 por cumplir con los criterios 2, uso de cultivos marinos para la creación de una arquitectura única; 3, una tradición cultural histórica sin paralelo en otras partes del mundo; 4, la técnica de machihembrado muestra un nivel de construcción altamente desarrollado para el período; y 6, los edificios están asociados con prácticas religiosas y sociales de importancia cultural. Según la evaluación de la UNESCO, "La arquitectura, construcción y arte que acompaña a la mezquita y sus otras estructuras representan la excelencia creativa y el logro de la gente de Maldivas".

## Detalles en laca

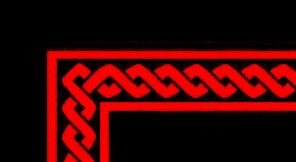
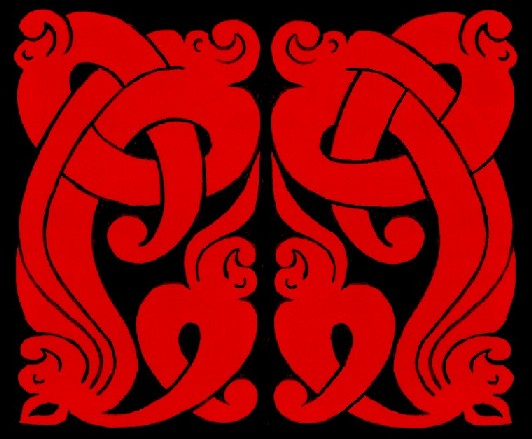
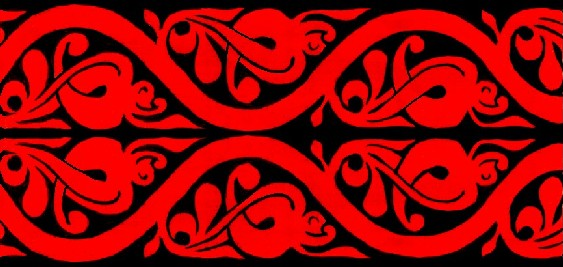
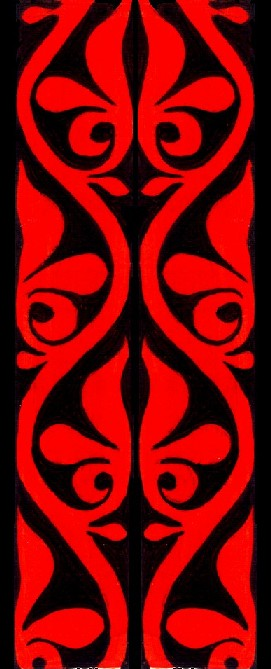
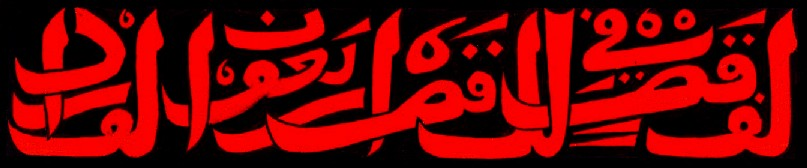